# Оркахо-де-Сантьяго
Оркахо-де-Сантьяго (ісп. Horcajo de Santiago) — муніципалітет в Іспанії, у складі автономної спільноти Кастилія-Ла-Манча, у провінції Куенка. Населення — 4162 особи (2010).
Муніципалітет розташований на відстані близько 90 км на південний схід від Мадрида, 80 км на захід від Куенки.

## Демографія
Динаміка населення (INE ):